# الحوجاء (القف)

تعديل مصدري - تعديل

الحوجاء هي إحدى قرى عزلة القف بمديرية القف التابعة لمحافظة حضرموت، بلغ تعداد سكانها 42 نسمة حسب تعداد اليمن لعام 2004.